# NGC 6086
NGC 6086 is een elliptisch sterrenstelsel in het sterrenbeeld Noorderkroon. Het hemelobject werd op 24 juni 1864 ontdekt door de Duitse astronoom Albert Marth.

## Synoniemen
- UGC 10270
- MCG 5-38-35
- ZWG 167.45
- PGC 57482